# Енкгейзен
Енкгейзен (нід. Enkhuizen) — місто та громада у Нідерландах, у провінції Північна Голландія.
Населення — 18 398 мешканців (2014). Крім безпосередньо міста Енкгейзена до однойменної громади входять селища Остердейк (100 мешканців) та Вестейнде (220 мешканів).

## Історія

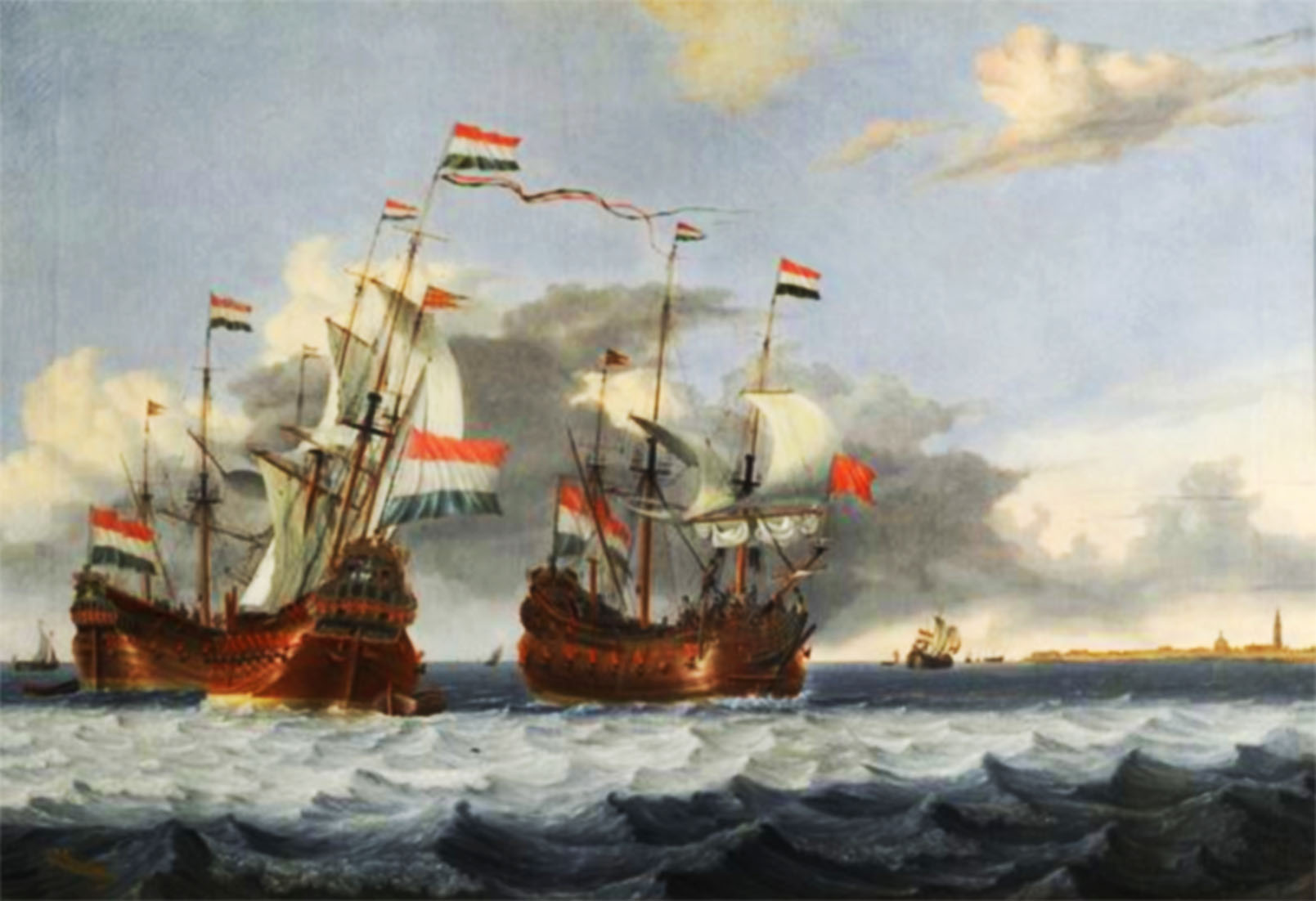
Ґерріт Помпе. «Краєвид Енкгейзена». Музей Західної Фрисландії

Місто здобуло міські права 1355 року. У середині 17 століття місто є значним поселенням, одним із найважливіших портів Нідерландів. Також Енкгейзен був одним із портових міст Голландської Ост-Індійської компанії. Проте згодом місто втратило значення важливого порту на користь Амстердама.
1885 року до міста було відкрито залізницю.

## Туризм
Місто попри втрату портового значення, продовжує зберігати морські традиції. Цьому сприяє і наявність порту. У місті існує Зейдерземузей, присвячений життю поселень навколо колишньої морської затоки, з 1932 року частково осушеної, а частково перетвореної на озеро Ейсселмер.

## Пам'ятки
- Дві церкви XV століття
- Захисний Зеємур (1608)
- Міські стіни, брама та башта XVII століття
- Житлові будинки XVII століття
- Ратуша (1688)
- Залізничний вокзал (1885)
- Церква Св.Франциска (1905—1929)

## Відомі уродженці
- Паулюс Поттер